# Lao (cheval)
Pour les articles homonymes, voir Lao.
Le Lao (lao : ma) est l'unique race de chevaux locale et indigène du Laos. Ce poney d'assez petite taille est probablement en voie de raréfaction. Il est surtout employé bâté, pour transporter des sacs de riz ou d'opium.

## Dénomination
En laotien comme en chinois, il est nommé ma, ce qui signifie simplement « cheval »,. Le nom de la race est traduit par « lao » ou « laotien » en français, dans l'encyclopédie de Delachaux & Niestlé (2014). En anglais, il l'est par « Laotian ».
L'auteur autrichien Martin Haller cite une race de poneys du Laos nommée « Hainandao », et la décrit comme une sous-race du poney vietnamien propre à l'île de Hainan, typique des poney d'Asie du Sud-Est influencés par le cheval mongol, proche du Spiti et du Bhotia.

## Histoire
Dans les années 1950 et 1960, il est courant qu'un foyer laotien possède au moins un cheval.
L'unique recensement de population renseigné dans la base de données DAD-IS, en 1994, indique un effectif de moins de 10 000 poneys lao, avec une centaine de juments poulinières de race pure, et une tendance à la baisse. Ce recensement est cependant estimé peu fiable.

## Description
Il présente nettement le type du poney d'Asie du sud-est, ayant une proximité évidente avec le poney du Viêt Nam. Il est par ailleurs parfois considéré comme une variété de ce dernier. La taille moyenne renseignée par DAD-IS (2018), CAB International (2016) et le guide Delachaux est de 1,10 m chez les femelles et 1,20 m chez les mâles. Le poids moyen va de 200 à 250 kg, respectivement,. Le poids de naissance est de 13 kg en moyenne chez les femelles, pour 15 chez les mâles.
La tête présente un profil rectiligne, les membres sont fins, la queue est attachée bas sur la croupe, et est fournie, tout comme la crinière.
La robe peut être baie sous toutes les nuances, alezane, grise, ou isabelle.
Ces poneys présentent endurance et résistance au travail. Les Mao prennent généralement grand soin de leurs chevaux, qu'ils pansent précautionneusement.

## Utilisations
Le Lao est destiné à répondre à tous les besoins domestiques courants. Chez les Mao, le cheval n'est destiné qu'à des tâches pratiques, telles que le transport de matériel et divers voyages. Traditionnellement, les sacs de riz sont portés par les femmes ou par des poneys de bât. En plus de son utilité économique, le cheval revêt une fonction d'animal de prestige.
Dans les années 1950, les Ho du Nord du Laos transportaient des marchandises, et en particulier de l'opium, avec des caravanes de chevaux bâtés. Il pourrait potentiellement faire une bonne monture d'équitation sur poney, pour les enfants.

## Diffusion de l'élevage
DAD-IS l'enregistre comme race locale et indigène du Laos. Le niveau de menace renseigné y est inconnu. Le Lao ne figure pas dans l'étude menée par l'Université d'Uppsala, publiée en août 2010 pour la FAO. Le cheptel est vraisemblablement en déclin.